# Creative Europe MEDIA
Creative Europe MEDIA és un programa dissenyat per donar suport a les indústries cinematogràfiques i audiovisuals europees. MEDIA són les sigles del francès: Mesures pour Encourager le Développement de L'Industrie Audiovisuelle («mesures de suport al desenvolupament de la indústria audiovisual»). Des del 2014, el programa MEDIA està dirigit per la Direcció General de Xarxes de Comunicacions, Continguts i Tecnologia de la Comissió Europea (CONNECT).
Cineuropa és un lloc web per a la indústria cinematogràfica europea, finançat per Creative Europe MEDIA. Inclou una base de dades de la indústria cinematogràfica, ressenyes, entrevistes, notícies i un curs de guió en línia.